# Gymnacranthera bancana
Gymnacranthera bancana là một loài thực vật có hoa trong họ Myristicaceae. Loài này được (Miq.) J.Sinclair mô tả khoa học đầu tiên năm 1958.